# Canción del verano
La canción del verano es aquella que más impacto mediático causa en la sociedad durante los meses de verano. Suele tratarse de canciones con estribillos pegadizos, muy bailables, y son las más difundidas con diferencia en todos los medios de comunicación audiovisual, así como en bares y discotecas. No existe ningún organismo que las designe oficialmente; las canciones del verano son denominadas como tales por los medios de comunicación.
La fórmula radica en una receta sencilla:
- Un estribillo fácil de aprender.
- Un baile sencillo de realizar.
- Y por supuesto una melodía tan pegadiza que no será fácil de olvidar.

Más que una referencia a una estación particular del año, las canciones del verano hacen alusión a playas, fiestas, celebración, alegría, moda y diversión, siendo el verano la época perfecta para este tipo de canciones en Europa y Norteamérica, o el fin de año en el caso de Latinoamérica por ser período de vacaciones y celebración.
Cabe destacar también una tendencia creciente en la capacidad de influencia por parte de campañas publicitarias (tradicionales o virales) a la hora de popularizar alguna canción como canción del verano. Podemos destacar como claros ejemplos a la canción Del pita del, compuesta por Antonio Escobar Núñez y que era el tema principal de un anuncio de Coca-Cola en 2004, la canción Amo a Laura, que formaba parte de una campaña de publicidad viral del canal MTV a través de Internet en 2006, o la canción Waka Waka, que fue el himno de la Copa Mundial de Fútbol de 2010.
- Datos: Q1929437